# 小林孝一郎
小林 孝一郎（こばやし こういちろう、1977年〈昭和52年〉8月8日 - ）は、日本の政治家、医師。自由民主党所属の参議院議員（1期）。元岡山県議会議員（3期）。

## 来歴
広島県福山市出身。広島大学附属福山高等学校、岡山大学医学部医学科卒業後、同大学病院等で内科医として勤務。
2011年の岡山県議会議員選挙で岡山市南区選挙区から自由民主党推薦で立候補し、初当選。以後3期務める。
2021年10月の第49回衆議院議員総選挙に自民党の比例中国ブロックから立候補したが、落選。
2024年8月、自民党岡山県連が翌年夏の第27回参議院議員通常選挙岡山県選挙区に向けて実施した公募に応募する意向を示した。同年11月24日、県連は小林を擁立する方針を決めた。
2025年7月20日に参院選の投開票が行われ、小林が立憲民主党の新人らを破り初当選した。

## 人物
- 家族は妻と2女・2男[1]。

## 選挙歴
| 当落 | 選挙                     | 執行日         | 年齢 | 選挙区           | 政党       | 得票数     | 得票率 | 定数 | 得票順位 /候補者数 | 政党内比例順位 /政党当選者数 |
| ---- | ------------------------ | -------------- | ---- | ---------------- | ---------- | ---------- | ------ | ---- | ------------------ | ---------------------------- |
| 当   | 2011年岡山県議会議員選挙 | 2011年4月10日  | 33   | 岡山市南区選挙区 | 無所属     | 9546票     | ーー   | 4    | 4/5                | /                            |
| 当   | 2015年岡山県議会議員選挙 | 2015年4月12日  | 37   | 岡山市南区選挙区 | 自由民主党 | 1万4261票  | ーー   | 4    | 1/5                | /                            |
| 当   | 2019年岡山県議会議員選挙 | 2019年4月7日   | 41   | 岡山市南区選挙区 | 自由民主党 | 1万6083票  | ーー   | 4    | 4/5                | /                            |
| 落   | 第49回衆議院議員総選挙   | 2021年10月31日 | 44   | 比例中国ブロック | 自由民主党 | ーー票     | ーー   | 11   | /                  | 8/6                          |
| 当   | 第27回参議院議員通常選挙 | 2025年07月20日 | 47   | 岡山県選挙区     | 自由民主党 | 30万1566票 | 38.10% | 1    | 1/4                | /                            |